# Abdoulaye Sékou Sow
Pour les articles homonymes, voir Sow.
Abdoulaye Sékou Sow (né en 1931 et mort le 27 mai 2013 à Bamako) est un homme d'État malien.

## Carrière
De formation juridique, Abdoulaye Sékou Sow a été directeur de l'École nationale d'administration.
Il est l'un des membres fondateurs de l'Alliance pour la démocratie au Mali-Parti africain pour la solidarité et la justice (ADEMA-PASJ). Le président Alpha Oumar Konaré le nomme ministre de la Défense, puis Premier ministre en 1993. Il occupa ce poste d'avril 1993 à février 1994.
En 2008, il publie L'État démocratique républicain: la problématique de sa construction au Mali, ouvrage qui suscite des polémiques au Mali quant à la gestion des révoltes de 1993.
Abdoulaye Sékou Sow meurt le 27 mai 2013 à son domicile à Bamako.